# Plantago asphodeloides
Plantago asphodeloides är en grobladsväxtart som beskrevs av Eric R.Svensson Sventenius. Plantago asphodeloides ingår i släktet kämpar, och familjen grobladsväxter. Utöver nominatformen finns också underarten P. a. oligostachya.